# Žďár (district de Písek)
Pour les articles homonymes, voir Žďár.
Žďár (en allemand : Schdiar) est une commune du district de Písek, dans la région de Bohême-du-Sud, en République tchèque. Sa population s'élevait à 258 habitants en 2020.

## Géographie
Žďár se trouve à 4 km au nord du centre de Protivín, à 10 km au sud-est de Písek, à 35 km au nord-ouest de České Budějovice et à 95 km au sud-sud-ouest de Prague.
La commune est limitée par Tálín et Paseky au nord, par Všemyslice à l'est, et par Protivín au sud et à l'ouest.

## Histoire
La première mention écrite de la localité date de 1460.

## Transports
Par la route, Žďár se trouve à 5 km du centre de Protivín, à 12 km de Písek, à 41,5 km de České Budějovice et à 139 km de Prague.